# Константінас Сірвідас
Константінас Сірвідас (лат. Constantinus Szyrwid, лит. Konstantinas Sirvydas, пол. Konstanty Szyrwid; 1579 — 23 серпня 1631, Вільно) — литовський лексикограф, один з засновників литовської писемності.

## Життєпис
Народився, як припускається, в околицях міста Анікщяй. 1598 року, перебуваючи у Вільно, вступив в орден єзуїтів. Навчався в єзуїтських колегіях Вільни, Риги та інших міст, потім у Віленській єзуїтській академії (Almae Academia et Universitas Vilnensis Societatis Jesu; 1606—1610), був професором академії. Близько десяти років читав проповіді в академічному костелі Святих Іванів у Вільні.
Підготував перший польсько-латинсько-литовський словник „Dictionarium trium linquarum“ («Словник трьох мов»). Перше видання вийшло в світ у Вільні близько 1620 року, потім словник неодноразово перевидавався: 2-е доповнене видання 1629; 1631, 1642, 1677, 1713. Словник призначався для студентів, які вивчають поетику і риторику; містив близько 14 000 слів. До середини XIX століття словник залишався єдиним друкованим в Литві словником литовської мови (словники литовської мови видавалися в Пруссії).
Написав збірку проповідей (точніше — конспектів або короткого змісту проповідей) «Punktai sakymų» литовською і польською мовами (перше видання 1629, друге 1644). Видав коментарі до «Пісні над піснями» і «Послання апостола Павла до Ефесян» („Explanationes in Cantica Canticorum Salomonis et in epistolam D. Pavli ad Ephesios“).